# New Maps of Hell
New Maps of Hell – czternasty studyjny album amerykańskiego zespołu punk-rockowego Bad Religion. Wydany 10 lipca 2007 roku.

## Lista utworów
1. 52 seconds
2. Heroes & Martyrs
3. Germs of perfections
4. New Dark Ages
5. Requiem for Dissent
6. Before You Die
7. Honest Goodbye
8. Dearly Beloved
9. Grains of Wrath
10. Murder
11. Scrutiny
12. Prodigal Son
13. The Grand Delusion
14. Lost Pilgrim
15. Submission Complete
16. Fields of Mars

Dodatkowe utwory na wersji japońskiej
1. "Sorrow (Acoustic)" (Gurewitz) - 3:18
2. "God Song (Acoustic)" (Graffin) - 2:17

Dodatkowe utwory na "Deluxe Edition"
1. "Won't Somebody (Acoustic)" (Gurewitz) - 3:08
2. "Adam's Atoms (Acoustic)" (Graffin) - 2:37
3. "Sorrow (Acoustic)" (Gurewitz) - 3:12
4. "God Song (Acoustic)" (Graffin) - 2:40
5. "Dearly Beloved (Acoustic)" (Gurewitz) - 2:37
6. "Chronophobia (Acoustic)" (Graffin) - 1:55
7. "Skyscraper (Acoustic)" (Gurewitz) - 3:00